# Dipturus oxyrinchus
Dipturus oxyrinchus е вид акула от семейство Морски лисици (Rajidae). Видът е почти застрашен от изчезване.

## Разпространение и местообитание
Разпространен е в Албания, Алжир, Босна и Херцеговина, Великобритания (Северна Ирландия), Гърнси, Гърция (Егейски острови и Крит), Дания, Джърси, Египет (Синайски полуостров), Западна Сахара, Израел, Испания (Балеарски острови и Канарски острови), Италия, Кипър, Либия, Ливан, Мавритания, Малта, Мароко, Норвегия, Португалия (Азорски острови и Мадейра), Сенегал, Сирия, Тунис, Турция, Франция (Корсика), Хърватия и Черна гора.
Обитава крайбрежията и пясъчните дъна на морета и заливи. Среща се на дълбочина от 11 до 524 m, при температура на водата от 6 до 15,7 °C и соленост 34,4 – 38,7 ‰.

## Описание
На дължина достигат до 1,5 m.